# Awtandil Czkuaseli
Awtandil Czkuaseli, gruz. ავთანდილ ჭკუასელი, ros. Автандил Ноевич Чкуасели, Awtandił Nojewicz Czkuasieli (ur. 31 grudnia 1931 w Tbilisi, zm. 12 września 1994 tamże) – gruziński piłkarz, grający na pozycji napastnika, reprezentant ZSRR, olimpijczyk.

## Kariera piłkarska

### Kariera klubowa
Wychowanek Szkoły Piłkarskiej nr 35 Ministerstwa Oświaty w Tbilisi. W 1949 roku rozpoczął karierę piłkarską w klubie Dinamo Tbilisi, w którym występował do zakończenia kariery piłkarskiej w 1959. Jedynie w sezonie 1955 występował w Lokomotiwi Tbilisi.

### Kariera reprezentacyjna
20 lipca 1952 zadebiutował w reprezentacji Związku Radzieckiego w zremisowanym 5:5 meczu z Jugosławią. W jej składzie uczestniczył w igrzyskach olimpijskich w Helsinkach w 1952 (drużyna radziecka dpadła w ⅛ finału).

## Kariera zawodowa
Po zakończeniu kariery piłkarskiej rozpoczął pracę w dziedzinie administracyjnej i naukowej. Od października 1974 do marca 1976 pracował najpierw jako wicedyrektor, a potem do lutego 1987 roku jako wicedyrektor Zarządu Piłki Nożnej Komitetu Sportowego Gruzińskiej SRR. Również od sierpnia do listopada 1988 pracował na tym stanowisku. Od 1984 do 1994 z przerwami kierował wydziałem piłki nożnej w Państwowym Instytucie Wychowania Fizycznego w Tbilisi.
Zmarł 12 września 1994 w Tbilisi.

## Sukcesy i odznaczenia

### Sukcesy klubowe
- wicemistrz ZSRR: 1951, 1953

### Sukcesy reprezentacyjne
- uczestnik Igrzysk Olimpijskich: 1952

### Sukcesy indywidualne
- wybrany do listy 33 najlepszych piłkarzy ZSRR: Nr 3 (1952)

### Odznaczenia
- tytuł Mistrza Sportu ZSRR
- tytuł Zasłużonego Trenera Gruzińskiej SRR: 1976